# Pouch
Pouch (německy Pouch) je základní sídelní jednotka, součást obce Kojetín v okrese Havlíčkův Brod v kraji Vysočina. Nachází se asi 5 km severozápadně od České Bělé, 7,5 km jihozápadně od Chotěboře a asi 11,5 km severovýchodně od centra Havlíčkova Brodu.
Pouch se dělí na tři části – západní s čp. 32, severní s čp. 33 a 49 a největší východní část s čp. 38, 39, 53 a 80. Celkem je zde registrováno sedm čísel popisných. Osadou prochází zpevněná cesta, kterou je spojena se silnicí III/34413. Ta umožňuje spojení mezi Rozsochatcem a Kojetínem. Nezpevněnou silnicí je Pouch spojen též s Jahodovem.